# 吴观乐
吴观乐，浙江仁和人，是一名清朝政治人物。
吴观乐曾于1879年接替顧思賢任南汇县知县一职，1881年由王椿荫接任。